# Eriophora pustulosa
Eriophora pustulosa là một loài nhện trong họ Araneidae.
Loài này thuộc chi Eriophora. Eriophora pustulosa được Charles Athanase Walckenaer miêu tả năm 1842.